# Хај Спрингс (Флорида)
Хај Спрингс (енгл. High Springs) град је у америчкој савезној држави Флорида. По попису становништва из 2010. у њему је живело 5.350 становника.

## Демографија
Према попису становништва из 2010. у граду је живело 5.350 становника, што је 1.487 (38,5%) становника више него 2000. године.
| Група             | 2000.         | 2010.         |
| Белци             | 2.829 (73,2%) | 4.116 (76,9%) |
| Афроамериканци    | 818 (21,2%)   | 736 (13,8%)   |
| Азијати           | 13 (0,3%)     | 39 (0,7%)     |
| Хиспаноамериканци | 159 (4,1%)    | 353 (6,6%)    |
| Укупно            | 3.863         | 5.350         |